# Раш Лімбо
Раш Гадсон Лімбо (англ. Rush Hudson Limbaugh III; 12 січня 1951, Кейп Жирардо, Міссурі — 17 лютого 2021, Палм-Біч, Флорида) — американський журналіст, політичний коментатор та ведучий радіо, автор декількох книжок. Шоу Раша Лімбо у США було дуже популярним серед консервативної аудиторії. У своїх передачах він гостро критикував Демократичну партію і ліберальні погляди у пресі та суспільстві загалом. Вважався одним з найвпливовіших американських консервативних оглядачів на радіо.

## Біографія
Раш Лімбо народився у місті Кейп-Жирардо, Міссурі у родині Мілдред Armstrong і Хадсона Раша Лімбо, молодшого. Його батько був адвокатом, під час Другої світової війни служив в авіації у Бірмі та Індії. У сім'ї Лімбо було декілька адвокатів, у тому числі його дід, батько і брат Девід Лімбо. Його дядько, Стівен Лімбо був призначений Рональдом Рейганом до федерального суду штату Міссурі, де також працює і його двоюрідний брат, Стівен Лімбо-молодший, призначений вже Джорджем Бушем. Раш Лімбо рано почав виступати на радіо, вперше, ще коли був підлітком у 1967 році у своєму рідному місті Кейп-Жирардо під псевдонімом Расті Шарп.
У різні роки Лімбо працював на декількох радіостанціях і на телебаченні, а також написав сім книг. У США він найвідоміший як провідний власного радіошоу The Rush Limbaugh Show, яке виходило в ефір з 1988 року. З 1996 року Лімбо вів передачу з домашньої студії у Флориді.
Був прихильником консерваторів і затятим критиком лібералів. Радіоведучий неодноразово заявляв, що в масовій культурі до консерваторів ставляться упереджено.
У лютому 2020 року Лімбо повідомив, що в нього виявили рак легенів. Помер 17 лютого 2021 року в Палм-Біч, Флорида.